# A che punto è la notte (romanzo)
A che punto è la notte è un romanzo giallo di Fruttero & Lucentini del 1979. Nel 1994 ne è stata tratta un'omonima miniserie televisiva Rai, diretta da Nanni Loy e interpretata da Marcello Mastroianni.

## Trama
Nella chiesa di Santa Liberata a Torino, illuminata unicamente da candele, si muovono i suoi abitanti: il parroco Don Alfonso Pezza, l'Ingegnere della FIAT Vicini, la signorina Caldani professoressa di francese, il sagrestano Priotti con i due fratelli Bortolon. In un freddo venerdì di febbraio con la chiesa gremita, il parroco è ucciso da una bomba nel momento finale della sua predica e il caso, su cui è chiamato a indagare il commissario Santamaria, si rivela ben presto incredibilmente complesso. Don Pezza è un uomo equivoco, attento ai deboli ed emarginati della società ma al contempo ideatore di una fumosa e traballante dottrina che s'ispira all'eresia gnostica. "A che punto è la notte", si chiederà spesso Santamaria disorientato dal moltiplicarsi di tracce, interpretazioni e delitti. Ma come in ogni classico del genere la semplificazione arriverà solo nell'ultimo (e teatrale) capitolo dove si sveleranno i dettagli del criminoso patto d'affari tra il sacerdote e insospettabili funzionari della più celebre industria torinese.

## Edizioni
- Fruttero & Lucentini, A che punto è la notte, Mondadori, 1979,  p. 606, ISBN 88-04-39531-1.
- Fruttero & Lucentini, A che punto è la notte, collana Oscar Bestsellers, Mondadori, 2012,  p. 606, ISBN 978-88-04-30300-8.